# Conventico-grotten
De Conventico-grotten zijn historische grotten in Melilla la Vieja. Ze zijn toegankelijk vanuit het Museum voor Religieuze Kunst in de Spaanse stad Melilla. Ze maken deel uit van het Historisch complex van Melilla, een Spaans cultureel erfgoed.

## Geschiedenis
Oorspronkelijk waren het natuurlijke grotten die door water waren uitgegraven in Cala de Trápana. Ze werden gebruikt door Feniciërs, Romeinen en Arabieren die hun schepen in de grote holte wilden laten afmeren, en uiteindelijk door de Spanjaarden, die in de 18e eeuw verschillende niveaus boven de natuurlijke grotten groeven om voedsel op te slaan. Hun bekendste gebruik was echter toen ze werden gebruikt om de bevolking te huisvesten tijdens het Beleg van Melilla in 1774-1775. 
In 1925 werd met de aanleg van de haven van Melilla de inham met zand opgevuld, waardoor er een strand ontstond. Tussen 1993 en 1995 werden de parabolische boog en de muren richting Cala de Trápana gebouwd. Later werden op de derde verdieping bakstenen gewelven gebouwd en werden de straten erboven geplaveid (Miguel Acosta en Concepción) vanwege het instortingsgevaar. Hierdoor werden ze toegankelijk voor bezoekers. Dit viel samen met de 500e verjaardag van de Spaanse bezetting van Melilla door de aanleg van houten trottoirs. Tussen 1998 en 2000 werd het eerste niveau gestut en verstevigd, alle niveaus met elkaar verbonden en werden toiletten en een rioolwaterzuiveringsinstallatie gebouwd onder de trap die naar Trápana leidt.

## Beschrijving
Het bestaat uit een gigantische open holte, versterkt door een parabolische boog van steen en baksteen, en drie onderling verbonden niveaus, van laag naar hoog. De eerste bestaat uit twee kruisende beuken en werd gebruikt als kerk, de tweede uit een aantal met elkaar verbonden kamers met ramen naar buiten, terwijl de derde vergelijkbaar is met de vorige, maar met kleinere en lagere kamers.   